# Bandiera del Fronte Nazionale per la liberazione del Vietnam

La bandiera

La bandiera del Fronte Nazionale per la liberazione del Vietnam del Sud fu usata dai guerriglieri Viet Cong durante la guerra del Vietnam e venne adottata dalla transitoria Repubblica del Sud Vietnam nel periodo che va dalla vittoria comunista sulle forze del sud fino alla riunificazione dei due paesi.
Il disegno derivava dalla bandiera del Vietnam del Nord, con la metà inferiore azzurra a simboleggiare la pace.